# 塔多思
塔多思（Trados Studio）是一款电脑辅助翻译软件，由德国Trados GmbH公司开发，2005年至今由语言服务供应商SDL国际发布（当时更名为SDL Trados，2020年SDL与RWS Group合并后复名）。受整个翻译服务供应链中自由译者、语言服务提供商、各公司的语言部门与学术机构等公认，本产品是翻译软件这一行业的领头羊。

## 历史
1984年于德国斯图加特，约亨·胡梅尔（Jochen Hummel）和希科·克尼普豪森（Iko Knyphausen）成立了Trados GmbH公司。
公司在80年代晚期开始研发翻译软件，并于90年代早期发布了自己的第一批windows版本软件。1992年的MultiTerm和1994年的Translator's Workbench。1997年，得益于微软采用塔多思进行其软件的本土化翻译，公司在90年代末期已成为桌面翻译记忆软件行业领头羊。
2005年，SDL公司购买了该公司。

## 软件组成
2007年版的塔多思由以下三个主要部分组成：
Translator's Workbench一个翻译记忆库创建和管理，可以在内置人工智能语言系统下根据模糊匹配原则自动翻译。可集成到Microsoft Word和TagEditor中。
TagEditor用于编辑带标记的文本如HTML和XML，可在Microsoft和DTP格式环境下自动过滤文本。
MultiTerm与Translator's Workbench配合使用的术语管理器。
套件还有可替换的翻译环境，以及用于翻译图形接口的专用工具，翻译文档校对工具。
塔多思的2009版还将塔多思和SDLX集成在一起。

## 支持文件格式
SDL Trados Studio 2009支持如下格式和工具：TTX, ITD, Adobe PDF, Microsoft Word,Excel,PowerPoint,OpenOffice,InDesign,QuarkXPress, PageMaker, Interleaf, Framemaker, HTML, SGML, XML,和SVG。

## 市场份额
本地化行业标准协会在2004年的调查显示，塔多思在语言服务供应商市场占有约71%份额。
虽然这份调查的对象中管理层用户和普通译员数量不成比例，但塔多思无可争议是2004年行业第一。
而根据2006年一份翻译记忆软件调查报告显示，35%的自由翻译者使用塔多思，另有15%使用SDL塔多思。

## 评价
塔多思因为其高昂价格，繁琐的许可证政策，缺乏向后兼容性和售后服务问题而饱受批評。反对者认为其他翻译记忆（TM）产品同样价格不低，而在许多网络社区也能得到帮助。
塔多思有许多版本，数量众多的自由翻译者为同时忙碌于各个版本间而感到头疼。虽然有一些解决方案，但并不完美。

## 问题
̩由于塔多思是欧洲开发出的软件，对包括汉语在内的亚洲语言处理存在許多问题。包括：
- 若翻译单元中有中文全角引号，可能导致翻译单元中的汉字变为乱码；
- 若不进行预先设置，翻译出的中文字体大小不一；
- 若不进行译后排版，中文句号后多出空格。

这些问题多见于SDL Trados 7.0版本中，后续版本是否有改善尚不清楚。